# 碗窑村窑址 (柘荣县)
碗窑村窑址，是位于中国福建省宁德市柘荣县东源乡王家山碗窑自然村的一个南宋古遗址，1983年7月入选首批柘荣县文物保护单位。
碗窑村窑址是一座龙窑窑址，分布范围约为25000平方米，文化层堆积最厚的可大1—2米，内有瓷碗、碟、执壶、钵等残片及霞钵、垫卷、垫饼等窑具残片，纹饰多为篦纹，釉色则以青色、灰色和白色为主。